# Iglesia de Santa María de la Asunción (Acereda)

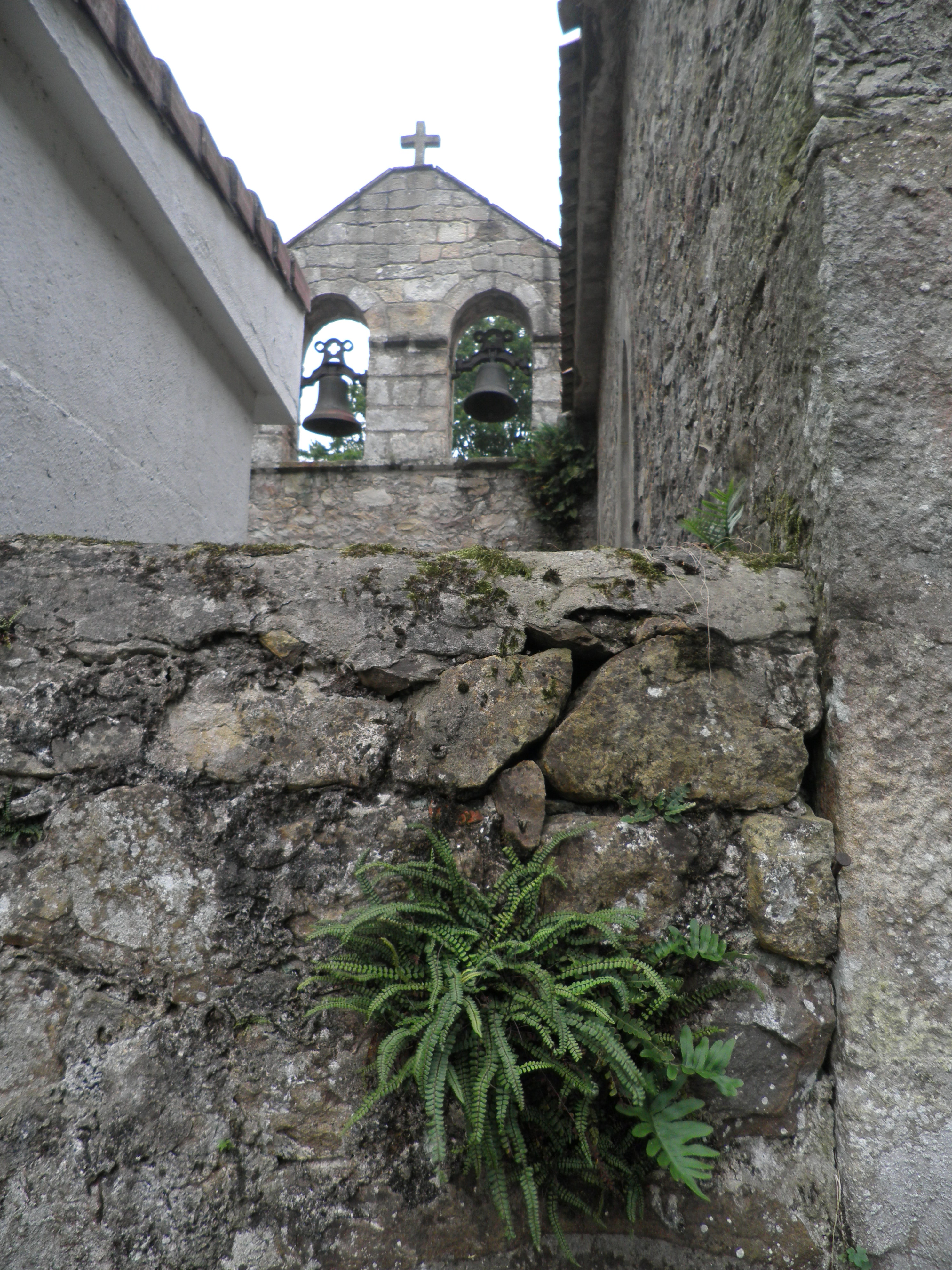
Vista de la espadaña

La iglesia de Santa María de la Asunción de Acereda, municipio de Santiurde de Toranzo (Cantabria, España), fue declarada Bien de Interés Cultural el 21 de diciembre de 1984. Se encuentra a la entrada del pueblo, según se llega desde Santiurde de Toranzo.

## Datación
Es una iglesia románica muy modificada con posterioridad. Conviven en ella un aspecto exterior románico con un interior en el que se aprecian algunos elementos góticos, lo cual es propio de estas construcciones rústicas y populares que, aunque realizadas en época gótica, conservaban las técnicas constructivas tradicionales. La parte más antigua sería el ábside, la espadaña (aunque reformada), dos puertas y una ventana, datadas de finales del siglo XIII o ya del siglo XIV. Se relaciona con otras construcciones de características semejantes como San Román de Escalante, San Bartolomé de los Montes, San Bartolomé de Oreña, o la ermita del Santo Espíritu de Laredo. El resto de la iglesia es fruto de la reforma operada en el siglo XVII, concretamente en el año 1674. 

## Descripción
La iglesia se construyó en sillarejo o mampostería, reservándose la piedra de sillería para esquinales y vanos, de una sola nave rematada por ábside semicircular en el que pueden verse canecillos geométricos sosteniendo la cornisa. Tiene dos puertas de acceso de arco apuntado. La principal es la de la fachada meridional, con guardapolvos sobre cimacios decorados con dos filas de rombos. En la fachada occidental aparece la segunda puerta y una ventana geminada. 
En cuanto al interior, el arco triunfal apuntado se apoya en impostas con motivos geométricos: a un lado rombos y al otro arquillos de herradura con hojas o palmetas. Una bóveda de cañón recubre el ábside.